# Polska Liga Siatkówki (organisation)
Polska Liga Siatkówki är ett aktiebolag bildat 2000 som arrangerar elitvolleyboll i Polen. Bolaget arrangerar de översta serierna på herr- och damsidan: Polska Liga Siatkówki (även kallat PlusLiga) och Tauron liga samt ungdomsserier för de deltagande lagen och den nästa högsta serien på herrsidan: I liga. De arrangerar även polska cupen för damer och herrar.